# Râul Becaș
Becașul (Békás-patak) este un afluent de dreapta al râului Someșul Mic în România. Se varsă în Someșul Mic în apropierea municipiului Cluj-Napoca. Lungimea sa este de aproximativ 9 km (5,6 mi), iar suprafața bazinului hidrografic este de 44 km2 (17 mi2).
Becașul nu are o sursă clar definită, ci este format din unirea mai multor pâraie și canale de drenaj din zona urbană estică a orașului, cunoscută de asemenea sub numele de Becaș. Străbate cartiere rezidențiale dens populate precum Gheorgheni și Sopor, vărsându-se în cele din urmă în Someșul Mic în apropierea zonei Someșeni.
În anii 2020, Becașul a atras atenția din cauza problemelor de mediu. Extinderea urbană, depozitarea ilegală a deșeurilor și scurgerile de pe șantierele de construcții au contribuit la poluarea vizibilă a unor porțiuni ale râului.